# Улица Курмью (Рига)
Улица Ку́рмью (латыш. Kurmju iela, в переводе — Кротовая) — улица в Видземском предместье города Риги, в Пурвциемсе.
Начинается от улицы Стирну, проходит в северо-восточном направлении, заканчивается перекрёстком с улицами Пуцес и Гунара Астрас. Общая длина улицы — 304 метра, на всём протяжении имеется асфальтовое покрытие. Общественный транспорт по улице не курсирует.
Впервые упоминается в перечне улиц города в 1925 году под своим нынешним названием, которое никогда не изменялось.

## Прилегающие улицы
Улица Курмью пересекается со следующими улицами:
- Улица Стирну
- Улица Эжу
- Улица Пуцес
- Улица Гунара Астрас